# Moka (Hiiumaa)
Moka (Duits: Mokka) is een plaats in de Estlandse gemeente Hiiumaa in de gelijknamige provincie. De plaats heeft de status van dorp (Estisch: küla).
Tot in oktober 2017 behoorde het dorp tot de gemeente Käina. In die maand werden de vier gemeenten van de provincie Hiiumaa samengevoegd tot één gemeente Hiiumaa.

## Bevolking
De ontwikkeling van het aantal inwoners blijkt uit het volgende staatje:
| Jaar            | 2000 | 2011 | 2021 |
| --------------- | ---- | ---- | ---- |
| Aantal inwoners | 25   | 23   | 32   |

## Ligging
Moka ligt ten noorden van de plaats Käina.

## Geschiedenis
Moka werd voor het eerst genoemd in 1688 onder de Zweedse naam Måckakülla, een dorp op het landgoed Putkas (Putkaste). In 1798 stond de plaats bekend als Mokka.
Tussen 1977 en 1997 hoorde een deel van Allika bij Moka.